# Stazione di Dolo
Stazione di Dolo vasútállomás Olaszországban, Veneto régióban, Mirano településen.

## Vasútvonalak
Az állomást az alábbi vasútvonalak érintik:
- Milánó–Velence-vasútvonal

## Kapcsolódó állomások
A vasútállomáshoz az alábbi állomások vannak a legközelebb: 
- Stazione di Vigonza-Pianiga
- Stazione di Mira-Mirano